# 粟屋元通
粟屋 元通（あわや もとみち）は、戦国時代から江戸時代初期にかけての武将。毛利氏の家臣。

## 生涯
粟屋元秀の子である粟屋元宗の子として誕生。弟に粟屋（豊島）就信がいる。
天文6年（1537年）に元服し、毛利元就から偏諱を受けて粟屋元通と名乗る。天文17年（1548年）の備後国神辺城攻めに出陣したのを初め、天文24年（1555年）からの防長経略における下松への侵攻や須々万沼城の戦い、永禄10年（1567年）から永禄11年（1568年）にかけての伊予攻めなどで活躍した。それらの功績により、周防国岩国の代官も務め、元亀3年（1572年）の毛利氏掟内でも年寄衆として確認できる。宇喜多氏との戦いにも参加し、桂就宣らと共に備中国飯山城の守将となった。城下の宝妙寺阿弥陀堂に天正9年巳5月吉日付の当時の落書きが残されている。
毛利元就の勧請によって創建された鳴石山八幡神社を天文2年（1533年）に再建。その際に寄進したと思われる獅子頭が現存している。
天正13年（1585年）に家督を嫡子・元定に譲り、慶長12年（1607年）に死去。

## 年表
| 和暦     | 西暦   | 日付     | 内容 | 出典           |
| -------- | ------ | -------- | --- | -------------- |
| 不明     |        |          | 粟屋元宗の子として生まれる。 |                |
| 天文6年  | 1537年 | 11月15日 | 毛利元就の加冠を受けて元服。「元」の字を与えられて、粟屋元通と名乗る。                                                                              |                |
| 天文17年 | 1548年 | 6月23日  | 備後国神辺城攻めにおける武功により、毛利隆元から感状を与えられる。 なお、元通はこの時の戦で負傷している。                                           | 萩藩閥閲録巻74 |
| 天文19年 | 1550年 |          | 安芸国下吉田において6段、下野ヶ原において1町5反を与えられる。                                                                                       |                |
| 天文23年 | 1554年 | 10月28日 | 10月25日の安芸国伴田での戦における武功により、毛利元就・隆元連名の感状を与えられる。                                                                | 萩藩閥閲録巻74 |
| 天文24年 | 1555年 |          | この年より始まる防長経略に従軍。 |                |
| 天文24年 | 1555年 | 12月29日 | 毛利隆元より縫殿允の官途を与えられる。 | 萩藩閥閲録巻74 |
| 弘治2年  | 1556年 | 4月28日  | 3月13日の周防国中須、3月15日の周防国玖珂、3月18日の周防国鷲頭、 3月19日の周防国下松における武功により、毛利元就と隆元のそれぞれに感状を与えられる。 | 萩藩閥閲録巻74 |
| 永禄3年  | 1560年 |          | 安芸国山里津田において、30貫を宛行われる。 |                |
| 永禄6年  | 1563年 | 8月2日   | 父・元宗が78歳で死去。 |                |
| 永禄10年 | 1567年 |          | この年から翌永禄11年にかけての伊予攻めに従軍。 |                |
| 元亀3年  | 1572年 |          | 毛利氏掟に年寄衆として加判。 |                |
| 天正3年  | 1575年 | 2月9日   | 毛利輝元より備後守の官途を与えられる。 | 萩藩閥閲録巻74 |
| 天正13年 | 1585年 |          | 家督を嫡子・元定に譲り、隠居。 |                |
| 慶長12年 | 1607年 | 6月19日  | 死去。 |                |